# Bá Nhan Hốt Đô
Bá Nhan Hốt Đô (tiếng Trung: 伯顏忽都; Pai-yen Hu-tu; chữ Mông Cổ: ᠪᠠᠶᠠᠨᠬᠤᠲᠤᠭ; 1324 – 8 tháng 9, 1365), kế thất - hoàng hậu thứ hai của Nguyên Huệ Tông - Hoàng đế thứ 11 và cuối cùng của nhà Nguyên.
Bà tại ngôi Trung cung Hoàng hậu của Huệ Tông suốt 28 năm, được xem là lâu nhất trong số các vị Hoàng hậu nhà Nguyên. Theo Nguyên sử, Nguyên Huệ Tông tái hôn với bà sau khi Đại Hoàng hậu trước đó là Đáp Nạp Thất Lý bị phế truất và hạ độc. Hoàng hậu Bá Nhan Hốt Đô không được Huệ Tông sủng ái, bị Đệ nhị Hoàng hậu Kỳ thị lấn át ân sủng, song bà nổi tiếng là một Hiền hậu khi không mảy may để tâm đố kị, trong thời gian làm Chính hậu bà cũng không lợi dụng địa vị mà ảnh hưởng chính sự như Kỳ Hoàng hậu làm, cho nên khi qua đời thì bà vẫn giữ được thanh danh.

## Tiểu sử
Hoàng hậu Bá Nhan Hốt Đô xuất thân từ bộ lạc Hoằng Cát Lạt thị, thân phụ của bà là Dục Đức vương Bột La Thiếp Mộc Nhi (孛罗帖木兒) - người cháu trai trong gia tộc của Tuyên Từ Huệ Thánh Hoàng hậu Chân Ca.
Năm Nguyên Thống thứ 3 (1335), Hoàng hậu đầu tiên của Nguyên Huệ Tông là Đáp Nạp Thất Lý bị phế do huynh trưởng Hoàng hậu là Đường Kỳ Thế (唐其勢; T'ang Chí' i-shih) thất bại trong việc nổi loạn chống đối triều đình. Phế hậu bị biếm xuất cung, sau bị Thừa tướng Bá Nhan - người đối kháng thế lực gia tộc của Phế hậu - âm thầm hạ độc mưu sát. Sau khi Đáp Nạp Thất Lý qua đời, Nguyên Huệ Tông muốn lập sủng phi của mình là Kỳ thị làm Hoàng hậu thay thế, tuy nhiên điều này bị Thừa tướng Bá Nhan cật lực phản đối. Dù sau đó Thừa tướng Bá Nhan bị Huệ Tông bãi chức Thừa tướng, nhưng Kỳ thị vẫn không thể lập làm Kế hậu.

## Hoàng hậu chuẩn mực
Năm Chí Nguyên thứ 3 (1337), tháng 3 (ÂL), Nguyên Huệ Tông tái hôn với nữ tử bộ lạc Hoằng Cát Lạt thị, chính là Bá Nhan Hốt Đô. Bà được sách lập Hoàng hậu vào ngày 18 tháng 4 (dương lịch) cùng năm, khi chỉ mới 13 tuổi. Sách văn viết:
| “                                           | 帝王之道，齊其家而天下平；風教所基，正乎位而人倫厚。爰擇配以承宗事，若稽古以率典常。咨爾弘吉剌氏淑哲溫恭，齊莊貞一。屬選賢於中壺，躬受命於慈闈。勖帥來嬪，蹈榘儀之有度；動容中禮，謹夙夜以無違。茲表式於宮庭，宜推崇其位號。乃蠲吉旦，庸舉彝章。遣攝太尉某持節授以玉冊寶章，命爾為皇后。於戲！乾施坤承，克順成於四序；日明月儷，久照臨於萬方。朕欲躋世於乂安，爾其助予之德化。共御亨嘉之運，益延昌熾之期。勉爾徽音，聿修內治。 . Đế vương chi đạo, tề kỳ gia nhi thiên hạ bình. Phong giáo sở cơ, chính hồ vị nhi nhân luân hậu. Viên trạch phối dĩ thừa tông sự, nhược kê cổ dĩ suất điển thường. Tư nhĩ Hoằng Cát Lạt thị, thục triết ôn cung, tề trang trinh nhất. Chúc tuyển hiền vu Trung hồ, cung thụ mệnh vu Từ vi. Úc soái lai Tần, đạo củ nghi chi hữu độ; động dung trung lễ, cẩn túc dạ dĩ vô vi. Tư biểu thức vu Cung đình, nghi thôi sùng kỳ vị hào. Nãi quyên cát đán, dung cử di chương. Khiển nhiếp Thái úy mỗ trì Tiết thụ dĩ Ngọc sách bảo chương, mệnh nhĩ vi Hoàng hậu. Vu hí! Càn thi Khôn thừa, khắc thuận thành vu tứ tự. Nhật minh nguyệt lệ, cửu chiếu lâm vu vạn phương. Trẫm dục tễ thế vu nghệ an, nhĩ kỳ trợ dư chi đức hóa. Cộng ngự hanh gia chi vận, ích duyên xương sí chi kỳ. Miễn nhĩ huy âm, duật tu nội trị. | ” |
| — Sách văn lập Bá Nhan Hốt Đô làm Chính hậu | |   |

Đến năm Chí Nguyên thứ 5 (1339), Kỳ quý phi sinh Hoàng trưởng tử Ái Du Thức Lý Đạt Lạp, và sang năm sau (1340) thì liền phong Kỳ thị làm Đệ nhị Hoàng hậu, địa vị chỉ thua một mình Bá Nhan Hốt Đô. Theo quy định hậu cung triều Nguyên, Hoàng đế có thể lập một lúc nhiều Hoàng hậu, nhưng chỉ có Hoàng hậu nhận sách bảo mới được chính thức xem là 「"Trung cung Hoàng hậu"」 hay "Hoàng chính hậu", và người đó không ai khác là Bá Nhan Hốt Đô.
Theo Nguyên sử, trái ngược với Đệ nhị Hoàng hậu Kỳ thị, Bá Nhan Hốt Đô được biết đến là một Hoàng hậu đức hạnh và không toan tính. Hoàng hậu Bá Nhan Hốt Đô có tính tiết kiệm, không ưa đố kỵ, nhất cử nhất động đều trông vào lễ pháp mà tuân theo. Khi đó Đệ nhị Hoàng hậu Kỳ thị được sủng hạnh, ở Hưng Thánh cung là Tây cung, Huệ Tông cũng ít khi vào Đông nội là Trung cung của bà. Người bên cạnh bà có lời oán, song Bá Nhan Hốt Đô tuyệt không chút gì bất mãn. Có lần, Bá Nhan Hốt Đô theo Huệ Tông đi tuần du Thượng Kinh, dừng lại giữa đường, Huệ Tông liền cho Nội quan truyền chỉ muốn lâm hạnh bà, thế nhưng bà liền từ chối mà nói:「"Đêm tối không phải là thời điểm thích hợp cho bậc Chí tôn vãng lai"」. Nội quan đi tới lui ba lần, Hoàng hậu đều từ, Huệ Tông đành phải khen bà là người hiền. Khi ấy Huệ Tông thường hỏi bà rằng:「"Trung Chính viện phát chi tiền lương, đều có chỉ truyền hết cho nàng, liệu nàng có trả lại không?"」, bà đáp:「"Thiếp vẫn dùng theo mức cho phép. Quan phòng xuất nhập, tất cả đều là người do ngài tuyển chọn, thiếp nào có thể nhớ hết được?"」. Khi trở thành Hoàng chính hậu, Bá Nhan Hốt Đô trú tại Khôn Đức điện (坤德殿), cả đời đoan chính yên vị, chưa bao giờ cậy địa vị cao mà vượt quá giới hạn như Kỳ Hoàng hậu.
Năm Chí Chính thứ 25 (1365), ngày 21 tháng 8 (tức 8 tháng 9 dương lịch), Hoàng chính hậu Bá Nhân Hốt Đô băng thệ, hưởng dương 42 tuổi. Tương truyền, Kỳ Hoàng hậu đã nhìn vào những trang phục cũ rách và đơn sơ của cố Hoàng hậu rồi bật cười chế giễu:「"Làm thế nào mà một Chính cung Hoàng hậu của Hoàng đế có thể mặc những bộ trang phục như vậy?"」. Bà là vị Hoàng hậu tại ngôi lâu nhất của nhà Nguyên (tổng cộng 28 năm). Điều này cho thấy dù không được sủng ái, Huệ Tông vẫn dành cho bà một sự tôn trọng nhất định. Trong đám tang của bà, Hoàng thái tử Ái Du Thức Lý Đạt Lạp cũng về dự tang, được ghi nhận là khóc tiễn Đích mẫu rất thương tâm. Sau khi Bá Nhan Hốt Đô qua đời, Kỳ thị liền trở thành Hoàng chính hậu.

## Hậu duệ
Trong Nguyên sử cùng Tân Nguyên sử, Hoàng hậu Bá Nhan Hốt Đô chỉ được ghi nhận từng sinh hạ một Hoàng tử tên Chân Kim, nhưng khi 2 tuổi thì chết yểu. Không rõ thời gian Bá Nhan Hốt Đô sinh Hoàng tử, nhưng dựa vào việc con trai của Kỳ Hoàng hậu là "Hoàng trưởng tử" thì Chân Kim của Bá Nhan Hốt Đô có lẽ ra đời sau đó. Cái chết của Chân Kim được nghi ngờ là do Kỳ Hoàng hậu ra tay.
Thế nhưng trong Thang mộc tử (草木子) của học giả đời Minh là Hiệp Tử Kỳ (叶子奇), Hoàng hậu Bá Nhan Hốt Đô được ghi nhận còn một Hoàng tử khác là Tuyết Sơn (雪山). Căn cứ "Thang mộc tử" thì vào năm Chí Chính thứ 24 (1364), sự kiện Bột La Thiếp Mộc Nhi xuất binh tiến vào Đại Đô, định phế đương kim Thái tử Ái Du Thức Lý Đạt Lạp là con của Kỳ Hoàng hậu để lập Tuyết Sơn lên thay. Tuy nhiên sang năm sau (1365), Bột La Thiếp Mộc Nhi bị ám sát, Thái tử Ái Du Thức Lý Đạt Lạp sai Khoách Khuếch Thiếp Mộc Nhi vào kinh, ép Tuyết Sơn về đất Bắc Hải Đô.

## Trong văn hóa đại chúng
| Năm  | Phim điện ảnh và truyền hình | Diễn viên  | Nhân vật   |
| 2013 | 《Hoàng hậu Ki》             | Lim Ju-eun | Bayan Qudu |